# Stausee Bertoldsheim
Der Stausee Bertoldsheim ist der Stausee des Laufwasserkraftwerks Kraftwerk Bertoldsheim.

## Geographie
Der Stausee liegt an der Donau bei Bertoldsheim in der Marktgemeinde Rennertshofen. Er hat eine Wasserfläche von etwa 109 Hektar und eine maximale Tiefe von 10 Meter.

## Flora und Fauna
Im Stausee sind die Fischarten Karpfen, Schleie, Aal, Zander, Barsch, Wels, Hecht, Weißfische, Renken und Barbe heimisch.
Herausragend macht die Bertoldsheimer Staustufe ihre Stellung als Vogelschutzgebiet im Rahmen der Ramsar-Konvention. Sie ist Teil des Ramsargebietes Lech-Donau-Winkel. Der Stausee selbst sowie die Altseen in seiner Nachbarschaft sind ein wichtiges Refugium als Winter- und Rastquartier für Wat- und Wasservögel aus Skandinavien, Sibirien und Nordost-Europa. Am nahezu ausnahmslos eisfreien Hauptsee mit rund 150 Hektar, davon rund 109 Hektar Wasserfläche, finden sie ausreichend Nahrung, Schutzzonen und Ruheplätze. Als Dauergäste sind in nennenswerter Zahl nahezu ganzjährig heimische Wasservögel wie zum Beispiel Höckerschwäne, Blesshühner, Krickenten, Kormorane, Eiderenten, Kolbenenten, Reiherenten und Stockenten zu beobachten; als Zug- und Rastgäste wurden unter anderem Singschwäne, Rostgänse und Nilgänse gesichtet.

## Freizeitmöglichkeiten
Neben der Stromgewinnung wird der See auch für diverse Freizeitaktivitäten genutzt. Sowohl Angeln, als auch das Befahren mit Booten ist mit der Einschränkung erlaubt, dass bestimmte Schutzzonen nur außerhalb der Zeit vom 15. November bis 15. März befahren werden dürfen sowie das Betreten der Vogelinseln verboten ist.